# Chalepoxenus zabelini
Chalepoxenus zabelini é uma espécie de formiga da família Formicidae.
É endémica do Turquemenistão.